# ベルギーオルゲールミュージアム
ベルギーオルゲールミュージアムは、かつて宮城県宮城郡松島町松島に存在した、オルゴールを展示する博物館。現在は改称して『ザ・ミュージアムMATSUSHIMA』となった。

## 概要
前身である「松島オルゴール博物館」はベルギー王立博物館に所蔵されていた134点のオルゴールを譲り受け1992年に設立された。2008年8月31日をもってリニューアル工事のために一時閉館し、2008年10月10日に「ベルギーオルゲールミュージアム」として再オープンをした。
2011年3月11日の東日本大震災で被災したことで休館し当初は再開に向けて取り組んでいたが、震災による被害が予想以上に大きく2011年4月18日に再開断念を発表し閉館した。
2016年9月2日に『ザ・ミュージアムMATSUSHIMA』として再スタートすることが決定し、9月1日に町民に対し無料で開放された。新たに『北原トイコレクション』と『瀬川モードコレクション』を展示に加えている。
現在トイコレクションとモードコレクションはなくなっており規模を縮小して営業中。オルゴールの演奏時間が決まっているので確認が必要。

## アクセス
- 鉄道
  - JR仙石線松島海岸駅から徒歩10分
  - JR東北本線松島駅から徒歩10分